# 今井文也
今井文也（日语：／ Imai Fumiya，1997年10月5日—）是日本男聲優，隸屬於Rush Style。

## 經歷
2022年首播的《神渣☆偶像》是今井的首部電部動畫主演作。

## 配音作品
※粗体字为主要角色

### 電視動畫
2018年
- 銀魂（真選組隊士）
- Angolmois 元寇合戰記（刀伊祓󠄂兵）
- 哥布林殺手（男森人）

2019年
- 鑽石王牌 actII（中田中、矢部浩二、伊藤大我、梶山）
- 一拳超人（羅直）
- 叛逆性百萬亞瑟王（客）
- GIVEN 被贈與的未來（鹿島柊）
- COP CRAFT（SWAT隊員、市民）
- Re:Stage! Dream Days♪（屋外舞台客、須賀木元P）

2020年
- 鑽石王牌 actII（三村諒太、一倉）
- 魔女之旅（下っ端B）

2021年
- 大正處女御伽話（志磨珠樹）
- 結城友奈是勇者 -大滿開之章-

2022年
- 天才王子的赤字國家重生術（奧盧）
- Project Sekai（東雲彰人）
- 愛在征服世界後（熊變裝者）
- 神渣☆偶像（仁淀優也[2]）
- 花火醬總是遲到（東雲ムサシ）

2023年
- 轉生成自動販賣機的我今天也在迷宮徘徊（青蛙人魔C、傷患C、惡徒）
- 物之古物奇譚（男學生）
- 甜點轉生（尼可洛‧尼諾）

2024年
- 孤單一人的異世界攻略（不良少年B[3]）
- 鬼滅之刃 柱訓練篇（鬼殺隊隊員）

2025年
- 妖怪學校的菜鳥老師！（海坊主）

### 動畫電影
2024年
- 電影 GIVEN 被贈與的未來 柊mix（鹿島柊[4]）
- 電影 GIVEN 被贈與的未來 去海邊（鹿島柊）

2025年
- 劇場版 世界計畫 崩壞的世界與無法歌唱的初音未來（東雲彰人[5]）

### 網路動畫
2020年
- 射擊覺醒！激鬥瓶蓋人（武鬥尤吉）

### 遊戲
- 光之戰記（主角）
- 怪物彈珠（2019年 - 2023年 姬發〈進化以後〉[6]、黃玉[7]、鬼丸國綱[6]、雷德爾[6]、淨玻璃鏡[8]）
- 世界計畫 繽紛舞台！ feat.初音未來（東雲彰人）
- A3!（木之崎レント）
- 劍與遠征：啟程 （阿薰與獴獴）

## 外部連結
- 經紀公司個人資料頁（日語）
- 今井文也的X（前Twitter）（日語）